# لوبيلية كبيرة الأزهار
لوبيلية كبيرة الأزهار (الاسم العلمي:Lobelia grandifolia) هي نوع من النباتات تتبع جنس اللوبيلية من الفصيلة الجريسية.